# ベヘン酸グリセリル
ベヘン酸グリセリル(Glyceryl behenate)は、化粧品、食品、口腔医薬製剤等に用いられる脂肪である。化粧品では、主にエマルションに対する増粘剤として用いられる。医薬製剤に用いる場合は、主に錠剤やカプセル剤の潤滑剤や脂質被覆賦形剤として用いられる。レチノイド等の様々な薬剤をカプセル化する目的やマトリックス形成による薬剤への徐放性の付与、粉薬にスプレーされる熱溶解被覆剤としても研究されている。
顔の皮膚の皮脂腺を詰まらせないため、ニキビのできにくい化粧品材料として広く用いられている。
また、固体脂質ナノ粒子やナノ構造脂質担体等の脂質ナノ粒子の合成にも広く用いられている。化学的には、ベヘン酸グリセリルは、ベヘン酸とグリセリン（脂質）の様々なエステルの混合物であるが、その大部分は、2分子のベヘン酸を含むジエステルである。